# Нємкова Тетяна Іванівна
 Тетяна Іванівна Нємкова  (нар. 22 листопада 1937 року, с. Узян Бєлорєцького району Башкирської АРСР) — канатниця цеху № 5 сталепроволочно-канатного виробництва Бєлорєцького металургійного комбінату. Повний кавалер ордена Трудової Слави.
Депутат Верховної Ради Башкирської АРСР сьомого скликання (1967-1971).
Тетяна Іванівна Нємкова проживає у м. Бєлорецьку.

## Трудова біографія
Освіта — середня.
Працювати почала в липні 1956 р. канатницею цеху № 5 сталепроволочно-канатного виробництва Бєлорєцького металургійного комбінату. У 1981 р. переведена в професійно-технічне училище № 25 майстром виробничого навчання.
На комбінаті Т.І. Нємкова освоїла виробництво металокорду, брала участь в освоєнні технології виробництва нерозкручующихся канатів, металокорду з дроту діаметром 0,18 і 0,27 мм, що дає більш надійну міцність.
У 1992 р. вийшла на пенсію.
У Бєлорєцькому муніципальному архіві, у фонді особового походження, зберігаються документи з особистого архіву Т.І. Нємкової. З 14 одиниць зберігання у фонді особистого походження, крім Т.І. Нємкової, — документи Героя Соціалістичної Праці С.Х. Мухаметдинової, краєзнавця А. В. Дмитрієва, колишніх директорів металургійного комбінату В.М. Овчаренка та П.П. Осетрова, кандидата історичних наук Л.Р. Борозинця, Почесного громадянина міста, Героя Соціалістичної Праці Ф.К. Сулейманова.

## Нагороди
За високі виробничі досягнення у виконанні планів і соціалістичних зобов'язань, багаторічну сумлінну роботу на підприємстві Т.В. Нємкова нагороджена орденами Трудового Червоного Прапора (1971), Трудової Слави I (1986), II (1981), III (1975) ступеня, медалями.